# Lancaster Castle

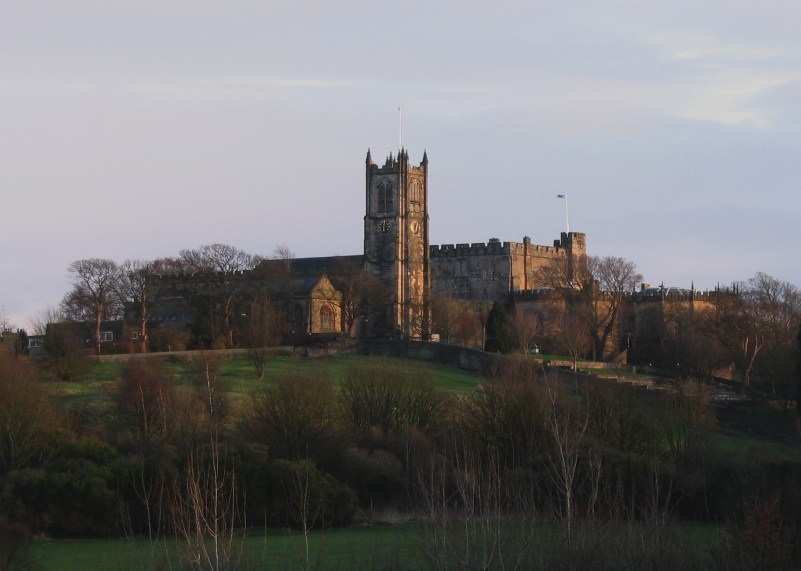
Lancaster Priory und Castle

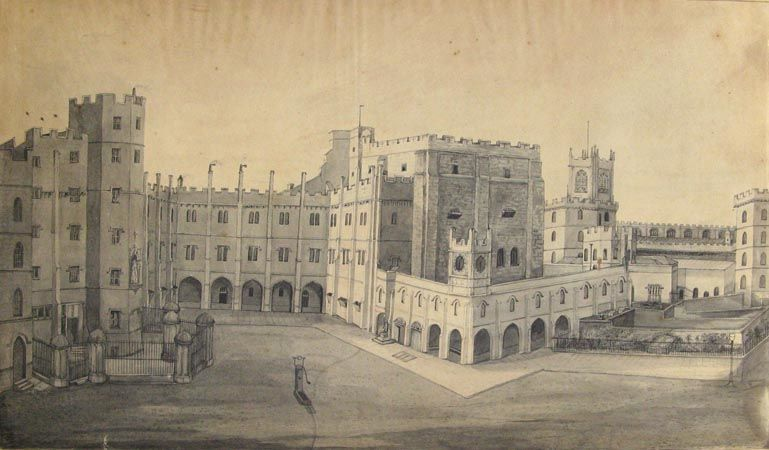
Ansicht (1824)

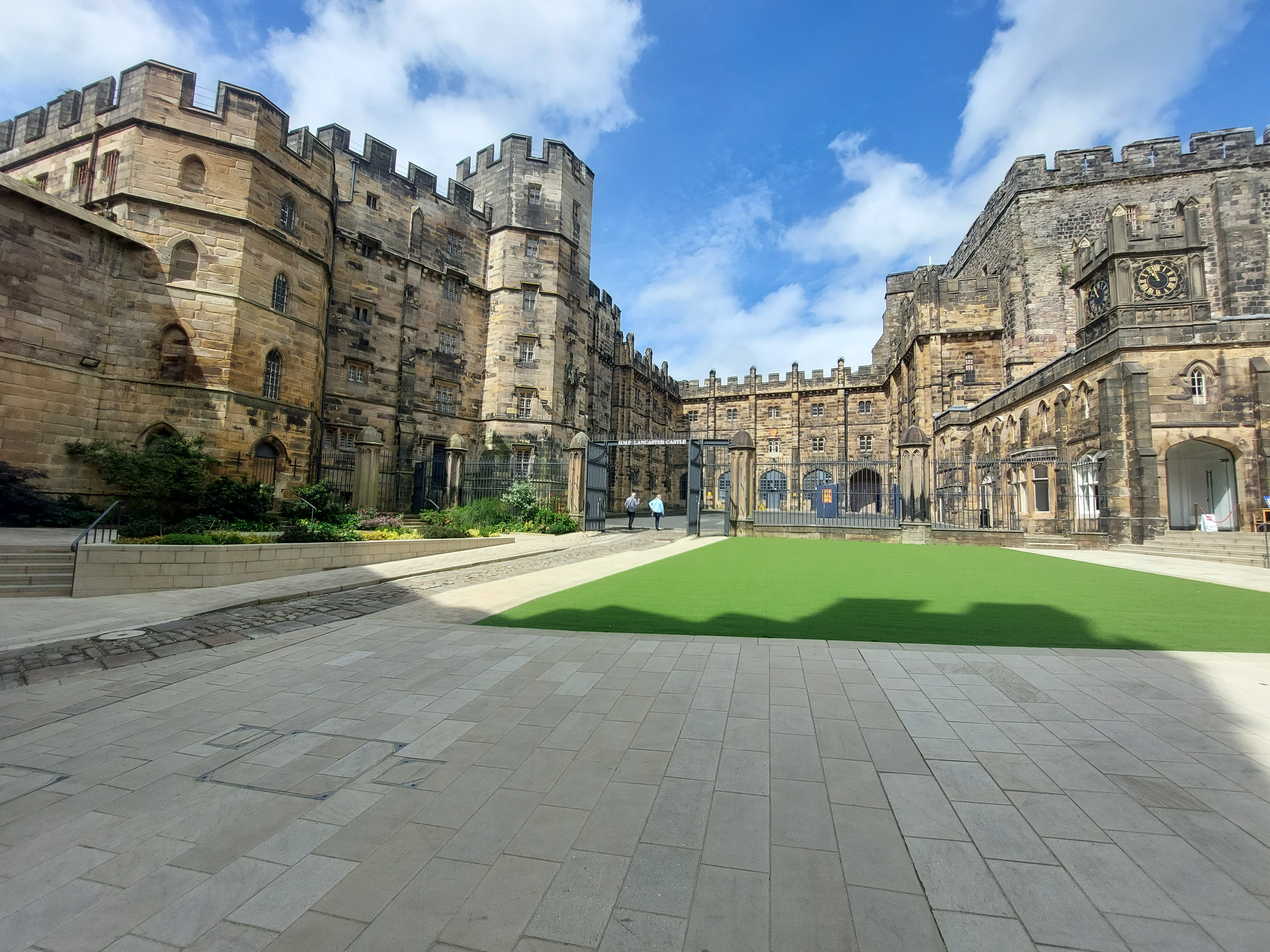
Innenhof

Lancaster Castle ist eine Burganlage in der Stadt Lancaster in der Grafschaft (county) Lancashire im Nordwesten Englands.

## Geschichte
Auf dem Hügel am Ort der heutigen Burg befand sich in römischer Zeit sehr wahrscheinlich ein Militärlager, dessen Ort dann von den Angelsachsen übernommen wurde. Der älteste Teil der heutigen Burg stammt aus dem Jahr 1200, als Normannen die Stadt und Umgebung eroberten und eine Burg zur Friedenssicherung errichteten. In der Zeit der Rosenkriege (1455–1487) zwischen den Häusern Lancaster und York wurde die Anlage vergrößert. In den Jahren 1627–1630 waren hier die heiliggesprochenen Priester Edmund Arrowsmith und John Southworth inhaftiert. Die Burg wurde von Thomas Harrison umgebaut. Die ursprünglichen Türme wurden im Laufe des 19. Jahrhunderts geschleift. 

## Architektur
Über dem großen Torhaus befinden sich das Wappen Heinrichs IV. und eine überlebensgroße Statue seines Vaters John of Gaunt. Im Well Tower wurden unter anderem 1612 die berühmten Hexen von Lancashire eingekerkert. Im Crown Court befindet sich ein makabres Relief, das Folterungen und Verhöre sowie Exekutionen von Gefangenen in anschaulicher Weise darstellt. Öffentliche Hinrichtungen fanden bei der Shire Hall gegenüber der Abteikirche statt.